# Mimosa tenuiflora
Mimosa tenuiflora (лат.) — вид вечнозеленых деревьев или кустарников рода Мимоза семейства Бобовые (Fabaceae), произрастающих преимущественно во влажных тропических биомах. Используется в качестве корма для животных, лекарственного сырья и топлива.

## Распространение и среда обитания
Ареал распространения вида — северо-восточный регион Бразилии (Алагоас, Баия, Параиба, Пернамбуку, Пиауи, Риу-Гранди-ду-Норти, Сеара, Сержипи), Маранхао и юго-восточная Бразилия (Минас-Жерайс), встречается также на севере, в южной части Мексики (Оахака и побережье Чьяпас). Также встречается в Сальвадоре, Гондурасе, Панаме, Колумбии и Венесуэле. Чаще всего растет на небольших высотах, но может встречаться и на высоте 1000 м. 

## Ботаническое описание

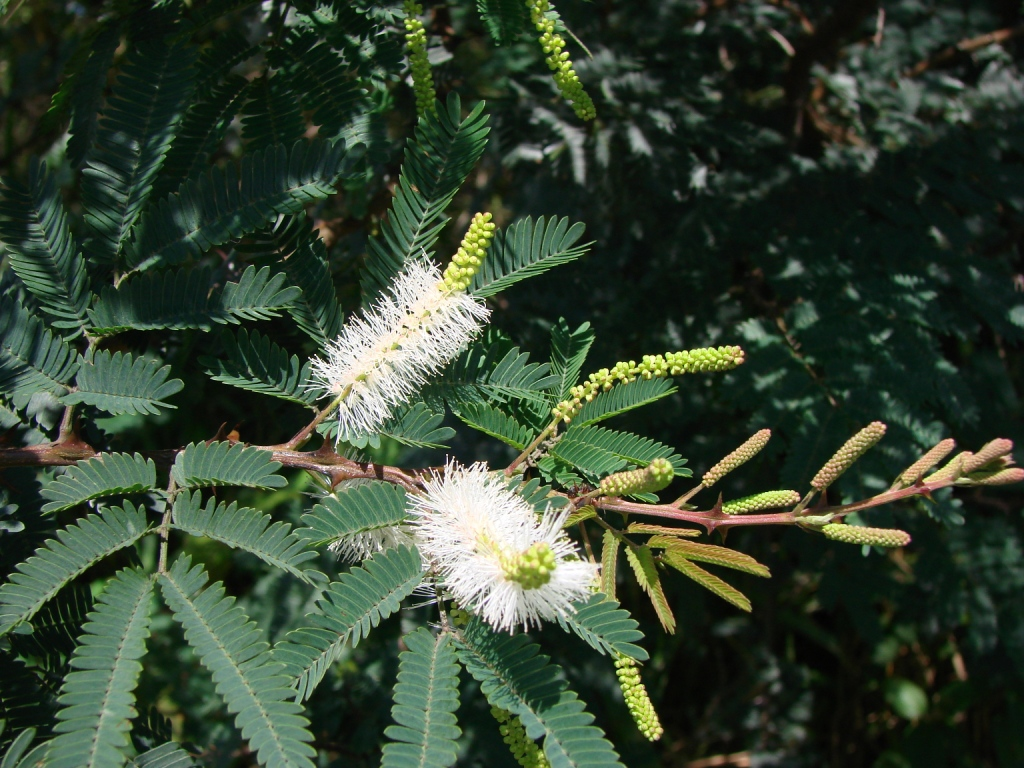
Mimosa tenuiflora. Бобовые. Национальный парк Chapada Diamantina — Палмейрас (Баия) — Бразилия

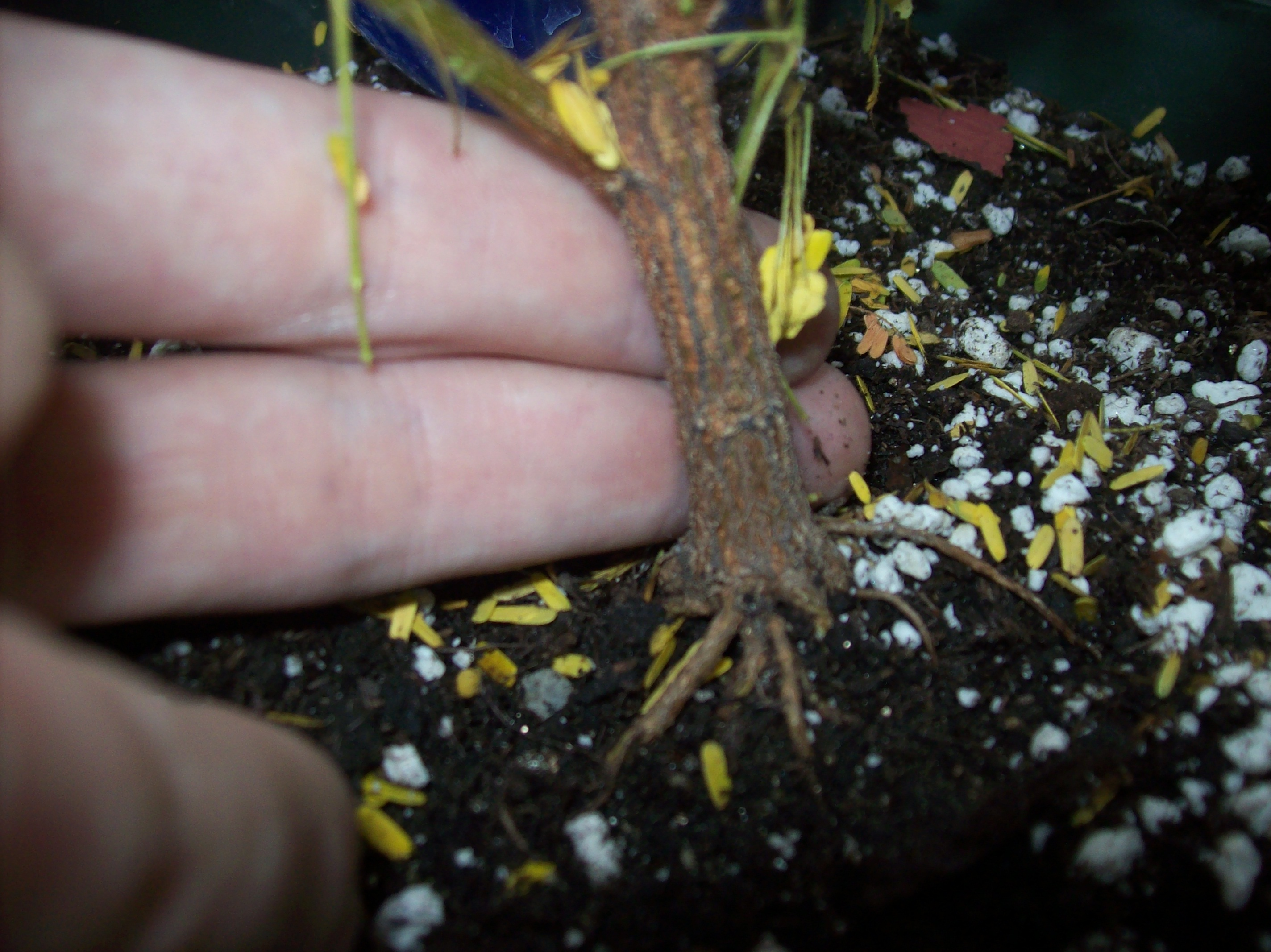
Небольшой саженец Mimosa tenuiflora с побегами и корнями

Это деревья или кустарники, достигающие высоты 1–8 м, с ребристыми, опушенными ветвями, с железистыми трихомами и/или сидячими железками, голые, с нерегулярно расположенными жалами в междоузлиях или невооруженные.
Сложный лист 5–10 пар; Листочки в числе 10–30 пар, косолинейные или узкопродолговатые, длиной 3–6 мм и шириной 0,7–2 мм, верхушка остроконечная или тупая, край реснитчатый или гладкий, опушенные или голые, со смолистыми точками на обеих поверхностях; Черешки невооруженные, прилистники широколанцетные до шиловидных, войлочно-опушенные до голых и железистых.
Колосья длиной 3–6,5 см, густые, пазушные, прицветники составляют 1/3 длины венчика; чашечка колокольчатая, составляет 1/3 длины венчика, опушенная и железистая, край реснитчатый; венчик 4-лопастной, голый, с сидячими железками на лопастях, от розового до фиолетового цвета; тычинок 8.
Плод ланцетный, 2–4,5 см длиной и 5–7 мм шириной, с 2–6 члениками, верхушка заостренная или клювовидная, створки с обильными сидячими железками и железистыми трихомами в незрелом состоянии, с заметным жилкованием, невооруженным краем, со штифтиком; Семена чечевицеобразные, длиной 4,1–4,7 мм, шириной 3,1–3,8 мм и толщиной 1,6–2,3 мм, семенная скорлупа гладкая, красновато-коричневая, линия борозды составляет 3/4 длины семени.

## Культивация
Для наружного культирования рекомендуется 9-я или выше зона морозостойкости.
Семена распространяются ветром на расстояние 5—8 метров от материнского растения, потоками воды со склонов в низины.
Для культивации стручки собираются, как только они начинают самопроизвольно открываться на дереве. Собранные стручки раскладываются под открытым солнцем для освобождения семян. Семена могут быть посажены в песчаной почве.
Скарификация семян путём использования серной кислоты или механического повреждения их оболочки значительно повышает всхожесть. Семена можно сажать непосредственно в дыры в земле или же в специально подготовленные места.
Семена могут прорастать при температуре от 10 до 30 ° C, а самая высокая всхожесть происходит на уровне около 25 ° С (около 96 %), даже после четырёх лет хранения. Прорастание занимает около 2—4 недель.
Mimosa tenuiflora также может быть размножена черенками.

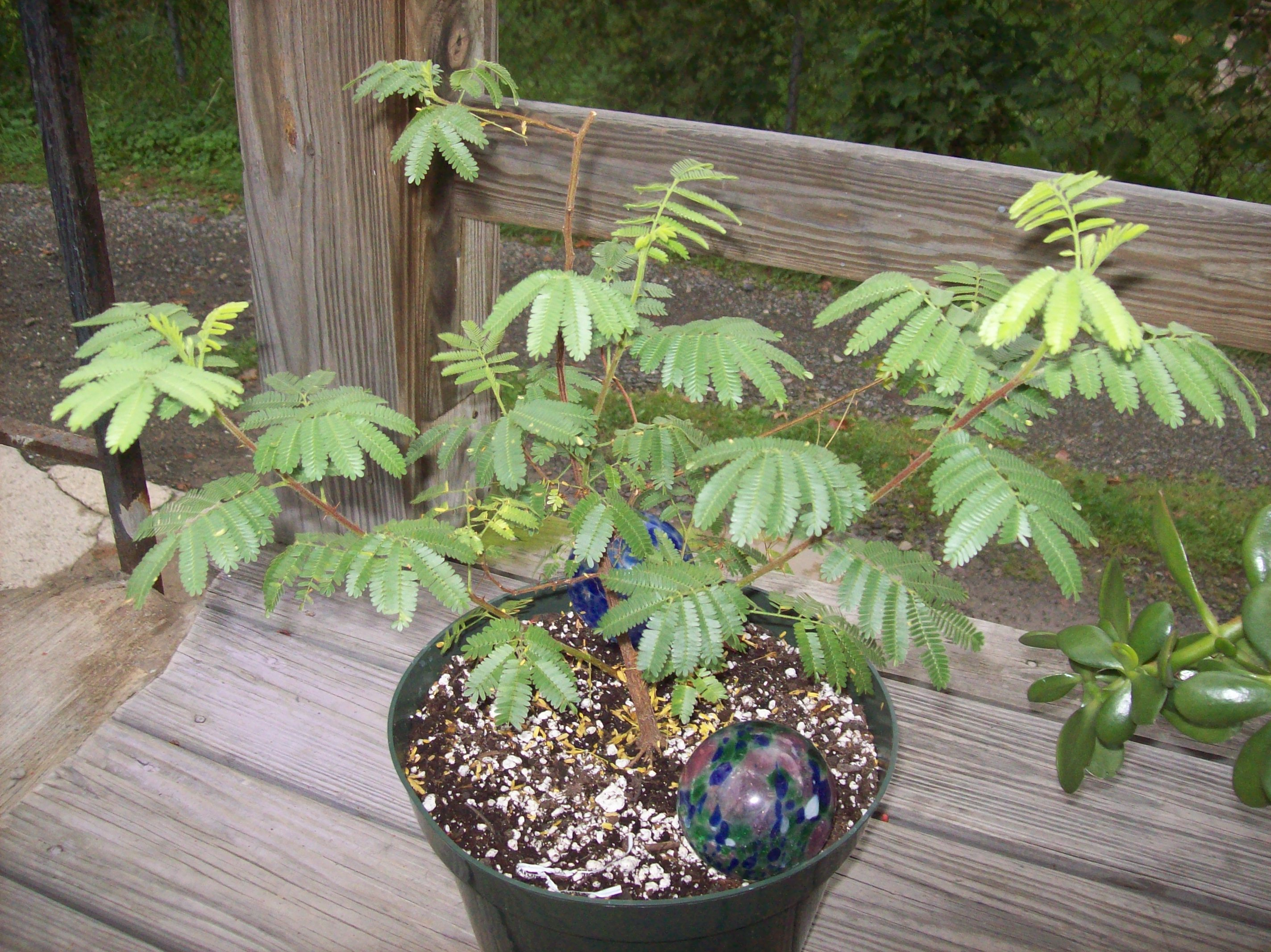
Mimosa tenuiflora

Обрезка взрослой Mimosa tenuiflora в сезон дождей не рекомендуется, поскольку это может привести к их порче.

## Использование в качестве энтеогена
Mimosa tenuiflora традиционно используется некоторыми коренными племенами на северо-востоке Бразилии в культе Журема (O Culto da Jurema) в качестве основного компонента ритуального напитка, который также называется журема или юрема, а также известен как «вино журема», или «ajucá».
Высушенный корень мексиканской Mimosa tenuiflora содержит около 1-1,7% диметилтриптамина (ДМТ), а кора ствола — около 0,03 %.
На сегодняшний день в отварах Mimosa tenuiflora не обнаружено бета-карболинов, таких как алкалоиды гармалы, поэтому кора корня использовалась без добавления ингибиторов моноаминоксидазы.
Это создаёт проблемы в фармакологическом понимании того, почему Mimosa tenuiflora является активным как энтеоген при пероральном приёме. Ведь ингибиторы моноаминоксидазы не присутствуют в растении и не добавляются в отвар, поэтому фермент моноаминоксидаза должен расщеплять вещество в кишечнике человека, предотвращая попадание его молекул в кровь и мозг.
В 2005 году стало известно о новом химическом соединении «юремамине» (англ. Yuremamine), выделенном из Mimosa tenuiflora, которое представляет собой новый класс фито-индолов.

## Использование при катастрофе
В долине Мехико в 1984 году взорвалось газовое хранилище, в результате чего погибло несколько сотен человек. Порошкообразная кора Mimosae tenuiflora или tepezcohuite широко использовалась для лечения ожогов, давая хорошие результаты (улучшение заживления) для пострадавших. О существовании «чудодейственного» мексиканского растения затем узнали международные СМИ, что вызвало всемирный коммерческий ажиотаж и продажу различных побочных продуктов с якобы целебными свойствами.

## Правовой статус
В 2017 году Mimosa tenuiflora была включена в список растений, содержащих наркотические средства или психотропные вещества либо их прекурсоры и подлежащих контролю в Российской Федерации. Для целей статьи 231 Уголовного кодекса Российской Федерации крупный размер — 10 и более растений, особо крупный размер — 100 и более растений.